# Chiesa di Sant'Andrea Apostolo (Ticengo)
La chiesa di Sant'Andrea Apostolo è la parrocchiale di Ticengo, in provincia e diocesi di Cremona; fa parte della zona pastorale 2.

## Storia
La prima citazione di una chiesa a Ticengo risale al 1385 ed è da ricercarsi nel Liber Synodalium grazie al quale s'apprende che era filiale della pieve di Genivolta.
Nelle Rationes Censum et Decimarum del 1404 si legge che la chiesa era inserita nella pieve foraniale di Calcio.
Nel 1520 divenne parroco del paese don Marco Girolamo Vida, che in quell'anno fece iniziare i lavori di costruzione della nuova chiesa, terminati nel 1524; a testimonianza del fatto è posta in facciata una lapide recante la scritta M. HIER. VIDA AEDIS IPSIUS ARTISTES FECIT..
Dalla relazione della visita pastorale del 1601 del vescovo Cesare Speciano s'apprende che la chiesa era compresa nel vicariato di Soncino, che in essa aveva sede la società del Santissimo Sacramento e che i fedeli erano 375.
Nel 1802 il campanile fu danneggiato da una scossa di terremoto e dovette, pertanto, essere ristrutturato.
Nel 1955 la chiesa fu dotata di un altare in stile barocco proveniente dalla chiesa abbaziale di Sant'Egidio di Fontanella.

## Interno
Opere d'arte conservate all'interno della chiesa sono gli affreschi che rappresentano i santi Pietro, Andrea, Stefano, Lorenzo, Agata, Margherita, Rocco e Sebastiano e la Crocifissione, realizzati nel XVI secolo forse su disegno di Giulio Campi, l'altare laterale della Madonna del Rosario impreziosita da una raffigurazione dei Misteri, opera del XVII secolo una tela raffigurante la Madonna di Caravaggio con alle spalle sant'Antonio da Padova, eseguita forse all'inizio del XVII secolo e caratterizzata da una cornice barocca.